# Czarnogóra na Letnich Igrzyskach Olimpijskich 2024
Czarnogóra na Letnich Igrzyskach Olimpijskich 2024 – występ kadry sportowców reprezentujących Czarnogórę na igrzyskach olimpijskich, które odbyły się w Paryżu we Francji, w dniach 26 lipca – 11 sierpnia 2024.
Reprezentacja Czarnogóry liczyła dziewiętnaścioro zawodników – trzy kobiety i szesnastu mężczyzn, którzy wystąpili w 6 dyscyplinach.
Był to piąty start Czarnogóry na letnich igrzyskach olimpijskich.

## Reprezentanci

### Boks
| Zawodnik        | Konkurencja | 1/16             | 1/8              | Ćwierćfinał      | Półfinał         | Finał            | Finał   | Źródło |
| Zawodnik        | Konkurencja | Przeciwnik Wynik | Przeciwnik Wynik | Przeciwnik Wynik | Przeciwnik Wynik | Przeciwnik Wynik | Miejsce | Źródło |
| --------------- | ----------- | ---------------- | ---------------- | ---------------- | ---------------- | ---------------- | ------- | ------ |
| Bojana Gojković | -54 kg (k)  | Huang P 0-5      | NQ               | NQ               | NQ               | NQ               | 17.     | [ 1 ]  |

### Lekkoatletyka
| Zawodnik    | Konkurencja       | Runda 1  | Runda 1 | Runda 2  | Runda 2 | Półfinał | Półfinał | Finał    | Finał   | Pozycja | Źródło |
| Zawodnik    | Konkurencja       | Rezultat | Pozycja | Rezultat | Pozycja | Rezultat | Pozycja  | Rezultat | Pozycja | Pozycja | Źródło |
| ----------- | ----------------- | -------- | ------- | -------- | ------- | -------- | -------- | -------- | ------- | ------- | ------ |
| Darko Pešić | bieg na 100 m (m) | 11.85    | 43.     | NQ       | NQ      | NQ       | NQ       | NQ       | NQ      | 43.     | [ 2 ]  |

### Piłka wodna
Reprezentacja mężczyzn
- Dejan Lazović(inne języki)
- Aljoša Mačić
- Jovan Vujović
- Vlado Popadić(inne języki)
- Đuro Radović(inne języki)
- Miroslav Perković(inne języki)
- Vladan Spaić(inne języki)
- Dušan Matković(inne języki)
- Vasilije Radović
- Petar Tešanović(inne języki)
- Marko Mršić
- Stefan Vidović(inne języki)
- Bogdan Đurđić

Trener:  Vladimir Gojković
| Konkurencja | Faza grupowa     | Faza grupowa     | Faza grupowa     | Faza grupowa             | Faza grupowa     | Faza grupowa | Ćwierćfinały     | Półfinały        | Finał / 3. miejsce | Pozycja | Źródło |
| Konkurencja | Przeciwnik Wynik | Przeciwnik Wynik | Przeciwnik Wynik | Przeciwnik Wynik         | Przeciwnik Wynik | Pozycja      | Przeciwnik Wynik | Przeciwnik Wynik | Przeciwnik Wynik   | Pozycja | Źródło |
| ----------- | ---------------- | ---------------- | ---------------- | ------------------------ | ---------------- | ------------ | ---------------- | ---------------- | ------------------ | ------- | ------ |
| mężczyźni   | Chorwacja P 8-11 | Grecja P 16-17   | Włochy P 11-9    | Stany Zjednoczone P 7-12 | Rumunia W 10-7   | 5.           | NQ               | NQ               | NQ                 | 9.      | [ 3 ]  |

### Pływanie
| Zawodnik         | Konkurencja              | Eliminacje | Eliminacje | Półfinał | Półfinał | Finał | Finał | Źródło |
| Zawodnik         | Konkurencja              | Czas       | Poz.       | Czas     | Poz.     | Czas  | Poz.  | Źródło |
| ---------------- | ------------------------ | ---------- | ---------- | -------- | -------- | ----- | ----- | ------ |
| Jovana Kuljača   | 50 m st. dowolnym (k)    | 27,19      | 40.        | NQ       | NQ       | NQ    | 40.   | [ 4 ]  |
| Miloš Milenković | 100 m st. motylkowym (m) | 54,26      | 34.        | NQ       | NQ       | NQ    | 34.   | [ 5 ]  |

### Tenis ziemny
| Zawodnik      | Konkurencja | Pierwsza runda          | Druga runda      | Trzecia runda    | Ćwierćfinały     | Półfinały        | Finał            | Finał   | Źródło |
| Zawodnik      | Konkurencja | Przeciwnik Wynik        | Przeciwnik Wynik | Przeciwnik Wynik | Przeciwnik Wynik | Przeciwnik Wynik | Przeciwnik Wynik | Pozycja | Źródło |
| ------------- | ----------- | ----------------------- | ---------------- | ---------------- | ---------------- | ---------------- | ---------------- | ------- | ------ |
| Danka Kovinić | singiel (k) | Sakari P 2-0 (0:6, 1:6) | NQ               | NQ               | NQ               | NQ               | NQ               | 33.     | [ 6 ]  |

### Żeglarstwo
| Zawodnik      | Konkurencja | Wyścig | Wyścig | Wyścig | Wyścig | Wyścig | Wyścig | Wyścig | Wyścig | Wyścig | Wyścig | Wyścig | Wyścig | Wyścig | Wyścig | Wyścig | Wyścig | Punkty | Finałowa pozycja | Źródło |
| Zawodnik      | Konkurencja | 1      | 2      | 3      | 4      | 5      | 6      | 7      | 8      | 9      | 10     | 11     | 12     | 13     | 14     | 15     | M*     | Punkty | Finałowa pozycja | Źródło |
| ------------- | ----------- | ------ | ------ | ------ | ------ | ------ | ------ | ------ | ------ | ------ | ------ | ------ | ------ | ------ | ------ | ------ | ------ | ------ | ---------------- | ------ |
| Milivoj Dukić | laser       | 3.     | 23.    | 13.    | 33.    | 7.     | 32.    | 2.     | 26.    | —      | —      | —      | —      | —      | —      | —      | NQ     | 139    | 14.              | [ 7 ]  |